# Historique du parcours européen du Sporting Portugal
Cet article présente les différentes campagnes européennes réalisées par le Sporting Portugal depuis 1955.
Depuis sa fondation en 1906, le Sporting Portugal a participé à plus de 300 rencontres européennes, et a déjà connu deux finales européennes : une finale gagnée en Coupe d'Europe des vainqueurs de coupes lors de la saison 1963-1964, et une finale perdue en Coupe UEFA lors de la saison 2004-2005.
Fruit de ses bonnes performances en championnat (où le Sporting a été 24 fois champion, 19 fois second), le Sporting a été présent sur la scène européenne quasiment toutes les saisons depuis la création des Coupes d'Europe, asseyant un peu plus à chaque fois son statut de grand d'Europe.
Pour l'histoire, le Sporting Portugal a disputé le 4 septembre 1955 à Lisbonne contre le Partizan Belgrade le premier match de l'histoire de la Coupe des clubs champions européens (C1), désormais appelée Ligue des Champions, João Baptista Martins inscrivant par la même occasion le premier but de l'histoire de la C1.
Le plus bel exploit du Sporting reste la Coupe d'Europe des vainqueurs de coupes remportée en 1963-1964 face au MTK Budapest (3-3, 1-0). Durant cette campagne, le Sporting a pulvérisé l'APOEL Nicosie 16-1 pour ce qui est encore la plus large victoire de l'histoire des Coupe d'Europe. L'incroyable retournement de situation face au Manchester United de Bobby Charlton ou Denis Law est également dans toutes les mémoires : défait 1-4 à Old Trafford au match aller, le Sporting s'impose 5-0 au match retour. Même l'Olympique lyonnais de Fleury Di Nallo ne stoppera pas le Sporting malgré une demi-finale très indécise qui est allé jusqu'au match d'appui.
En 2004-2005, le Sporting fut tout proche de rajouter un deuxième trophée européen majeur à son palmarès en Coupe de l'UEFA. Après avoir notamment éliminé deux équipes anglaises (Middlesbrough FC et Newcastle United) et deux équipes néerlandaises (Feyenoord Rotterdam et l'AZ Alkmaar), le Sporting a eu la particularité de disputer la finale, dans son propre stade, l'Estádio José Alvalade XXI. Tout se passait bien puisque le Sporting menait 1-0, mais une deuxième mi-temps dramatique verra triompher le CSKA Moscou pour ce qui reste encore un traumatisme difficile à oublier pour tous les supporters du Sporting.

## Palmarès
- Coupe d'Europe des vainqueurs de coupes (1)
  - Vainqueur : 1964
- Coupe de l'UEFA/Ligue Europa
  - Finaliste : 2005

## 1955-1956
Coupe des clubs champions :
|   | Tour               | Club              | Aller | Total | Retour | Club              |   |
| - | ------------------ | ----------------- | ----- | ----- | ------ | ----------------- | - |
| 1 | Huitième de finale | Sporting Portugal | 3-3   | 5-8   | 2-5    | Partizan Belgrade | 2 |

## 1958-1959
Coupe des clubs champions :
|   | Tour               | Club              | Aller | Total | Retour | Club              |   |
| - | ------------------ | ----------------- | ----- | ----- | ------ | ----------------- | - |
| 3 | Tour préliminaire  | DOS Utrecht       | 3-4   | 4-6   | 1-2    | Sporting Portugal | 4 |
| 5 | Huitième de finale | Sporting Portugal | 2-3   | 2-6   | 0-3    | Standard de Liège | 6 |

## 1961-1962
Coupe des clubs champions :
|   | Tour              | Club              | Aller | Total | Retour | Club              |   |
| - | ----------------- | ----------------- | ----- | ----- | ------ | ----------------- | - |
| 7 | Tour préliminaire | Sporting Portugal | 1-1   | 1-3   | 0-2    | Partizan Belgrade | 8 |

## 1962-1963
Coupe des clubs champions :
|    | Tour              | Club              | Aller | Total | Retour | Club              |    |
| -- | ----------------- | ----------------- | ----- | ----- | ------ | ----------------- | -- |
| 9  | Tour préliminaire | Shelbourne        | 0-2   | 1-7   | 1-5    | Sporting Portugal | 10 |
| 11 | Premier tour      | Sporting Portugal | 1-0   | 2-4   | 1-4    | Dundee            | 12 |

## 1963-1964
Coupe d'Europe des vainqueurs de coupe :
|    | Tour                        | Club               | Aller | Total  | Retour | Club              |    |
| -- | --------------------------- | ------------------ | ----- | ------ | ------ | ----------------- | -- |
| 13 | Premier tour                | Atalanta Bergame   | 2-0   | 3-3    | 1-3    | Sporting Portugal | 14 |
| 15 | Premier tour, match d'appui | Atalanta Bergame   |       | 1-3*   |        | Sporting Portugal |    |
| 16 | Huitième de finale          | Sporting Portugal  | 16-1  | 18-1   | 2-0    | APOEL Nicosie     | 17 |
| 18 | Quart de finale             | Manchester United  | 4-1   | 4-6    | 0-5    | Sporting Portugal | 19 |
| 20 | Demi-finale                 | Olympique lyonnais | 0-0   | 1-1    | 1-1    | Sporting Portugal | 21 |
| 22 | Demi-finale, match d'appui  | Olympique lyonnais | -     | 0-1**  |        | Sporting Portugal |    |
| 23 | Finale                      | Sporting Portugal  |       | 3-3 ap |        | MTK Budapest      |    |
| 24 | Finale rejouée              | Sporting Portugal  |       | 1-0*** |        | MTK Budapest      |    |

* Match d'appui disputé à Barcelone.
** Match d'appui disputé à Madrid.
*** Finale rejouée à Anvers.

## 1964-1965
Coupe d'Europe des vainqueurs de coupe :
|    | Tour               | Club              | Aller | Total | Retour | Club         |    |
| -- | ------------------ | ----------------- | ----- | ----- | ------ | ------------ | -- |
| 25 | Huitième de finale | Sporting Portugal | 1-2   | 1-2   | 0-0    | Cardiff City | 26 |

## 1965-1966
Coupe des villes de foires :
|    | Tour                              | Club                  | Aller | Total | Retour | Club               |    |
| -- | --------------------------------- | --------------------- | ----- | ----- | ------ | ------------------ | -- |
| 27 | Premier tour                      | Girondins de Bordeaux | 0-4   | 1-10  | 1-6    | Sporting Portugal  | 28 |
| 29 | Seizième de finale                | Sporting Portugal     | 2-1   | 5-5   | 3-4    | Espanyol Barcelone | 30 |
| 31 | Seizième de finale, match d'appui | Sporting Portugal     |       | 1-2   |        | Espanyol Barcelone |    |

## 1966-1967
Coupe des clubs champions :
|    | Tour         | Club     | Aller | Total | Retour | Club              |    |
| -- | ------------ | -------- | ----- | ----- | ------ | ----------------- | -- |
| 32 | Premier tour | Vasas SC | 5-0   | 7-0   | 2-0    | Sporting Portugal | 33 |

## 1967-1968
Coupe des villes de foires :
|    | Tour           | Club              | Aller | Total | Retour | Club              |    |
| -- | -------------- | ----------------- | ----- | ----- | ------ | ----------------- | -- |
| 34 | Premier tour   | Club Bruges       | 0-0   | 1-2   | 1-2    | Sporting Portugal | 35 |
| 36 | Deuxième tour  | Sporting Portugal | 2-1   | 3-2   | 1-1    | AC Fiorentina     | 37 |
| 38 | Troisième tour | FC Zürich         | 3-0   | 3-1   | 0-1    | Sporting Portugal | 39 |

## 1968-1969
Coupe des villes de foires :
|    | Tour                      | Club              | Aller | Total | Retour | Club             |    |
| -- | ------------------------- | ----------------- | ----- | ----- | ------ | ---------------- | -- |
| 40 | Trente-deuxième de finale | Sporting Portugal | 4-0   | 5-4   | 1-4 ap | Valence CF       | 41 |
| 42 | Seizième de finale        | Sporting Portugal | 1-1   | 1-2   | 0-1    | Newcastle United | 43 |

## 1969-1970
Coupe des villes de foires :
|    | Tour                      | Club              | Aller | Total | Retour | Club       |    |
| -- | ------------------------- | ----------------- | ----- | ----- | ------ | ---------- | -- |
| 44 | Trente-deuxième de finale | Sporting Portugal | 4-0   | 6-2   | 2-2    | LASK       | 45 |
| 46 | Seizième de finale        | Sporting Portugal | 0-0   | 0-3   | 0-3    | Arsenal FC | 47 |

## 1970-1971
Coupe des clubs champions :
|    | Tour          | Club              | Aller | Total | Retour | Club              |    |
| -- | ------------- | ----------------- | ----- | ----- | ------ | ----------------- | -- |
| 48 | Premier tour  | Sporting Portugal | 5-0   | 9-0   | 4-0    | Floriana FC       | 49 |
| 50 | Deuxième tour | Carl Zeiss Jena   | 2-1   | 4-2   | 2-1    | Sporting Portugal | 51 |

## 1971-1972
Coupe d'Europe des vainqueurs de coupe :
|    | Tour               | Club              | Aller | Total | Retour | Club              |    |
| -- | ------------------ | ----------------- | ----- | ----- | ------ | ----------------- | -- |
| 52 | Seizième de finale | Sporting Portugal | 4-0   | 7-0   | 3-0    | FK Lyn Oslo       | 53 |
| 54 | Huitième de finale | Glasgow Rangers   | 3-2   | 6E-6  | 3-4 ap | Sporting Portugal | 55 |

## 1972-1973
Coupe d'Europe des vainqueurs de coupe :
|    | Tour               | Club              | Aller | Total | Retour | Club         |    |
| -- | ------------------ | ----------------- | ----- | ----- | ------ | ------------ | -- |
| 56 | Seizième de finale | Sporting Portugal | 2-1   | 3-7   | 1-6    | Hibernian FC | 57 |

## 1973-1974
Coupe d'Europe des vainqueurs de coupe :
|    | Tour               | Club              | Aller | Total | Retour | Club              |    |
| -- | ------------------ | ----------------- | ----- | ----- | ------ | ----------------- | -- |
| 58 | Seizième de finale | Cardiff City      | 0-0   | 1-2   | 1-2    | Sporting Portugal | 59 |
| 60 | Huitième de finale | Sunderland AFC    | 2-1   | 2-3   | 0-2    | Sporting Portugal | 61 |
| 62 | Quart de finale    | Sporting Portugal | 3-0   | 4-1   | 1-1    | FC Zürich         | 63 |
| 64 | Demi-finale        | Sporting Portugal | 1-1   | 2-3   | 1-2    | 1.FC Magdebourg   | 65 |

## 1974-1975
Coupe des clubs champions :
|    | Tour         | Club             | Aller | Total | Retour | Club              |    |
| -- | ------------ | ---------------- | ----- | ----- | ------ | ----------------- | -- |
| 66 | Premier tour | AS Saint-Étienne | 2-0   | 3-1   | 1-1    | Sporting Portugal | 67 |

## 1975-1976
Coupe UEFA :
|    | Tour                      | Club             | Aller | Total | Retour | Club              |    |
| -- | ------------------------- | ---------------- | ----- | ----- | ------ | ----------------- | -- |
| 68 | Trente-deuxième de finale | Sliema Wanderers | 1-2   | 2-5   | 1-3    | Sporting Portugal | 69 |
| 70 | Seizième de finale        | Vasas SC         | 3-1   | 4-3   | 1-2    | Sporting Portugal | 71 |

## 1977-1978
Coupe UEFA :
|    | Tour                      | Club      | Aller | Total | Retour | Club              |    |
| -- | ------------------------- | --------- | ----- | ----- | ------ | ----------------- | -- |
| 72 | Trente-deuxième de finale | SC Bastia | 3-2   | 5-3   | 2-1    | Sporting Portugal | 73 |

## 1978-1979
Coupe d'Europe des vainqueurs de coupe :
|    | Tour               | Club              | Aller | Total | Retour | Club          |    |
| -- | ------------------ | ----------------- | ----- | ----- | ------ | ------------- | -- |
| 74 | Huitième de finale | Sporting Portugal | 0-1   | 0-2   | 0-1    | Baník Ostrava | 75 |

## 1979-1980
Coupe UEFA :
|    | Tour                      | Club              | Aller | Total | Retour | Club              |    |
| -- | ------------------------- | ----------------- | ----- | ----- | ------ | ----------------- | -- |
| 76 | Trente-deuxième de finale | Sporting Portugal | 2-0   | 2-0   | 0-0    | Bohemian FC       | 77 |
| 78 | Seizième de finale        | Sporting Portugal | 1-1   | 1-3   | 0-2    | FC Kaiserslautern | 79 |

## 1980-1981
Coupe des clubs champions :
|    | Tour               | Club              | Aller | Total | Retour | Club            |    |
| -- | ------------------ | ----------------- | ----- | ----- | ------ | --------------- | -- |
| 80 | Seizième de finale | Sporting Portugal | 0-2   | 0-3   | 0-1    | Budapest Honvéd | 81 |

## 1981-1982
Coupe UEFA :
|    | Tour                      | Club              | Aller | Total | Retour | Club                 |    |
| -- | ------------------------- | ----------------- | ----- | ----- | ------ | -------------------- | -- |
| 82 | Trente-deuxième de finale | Sporting Portugal | 4-0   | 11-0  | 7-0    | Red Boys Differdange | 83 |
| 84 | Seizième de finale        | Southampton FC    | 2-4   | 2-4   | 0-0    | Sporting Portugal    | 85 |
| 86 | Huitième de finale        | Sporting Portugal | 0-0   | 0-1   | 0-1    | Neuchâtel Xamax      | 87 |

## 1982-1983
Coupe des clubs champions :
|    | Tour               | Club              | Aller | Total | Retour | Club              |    |
| -- | ------------------ | ----------------- | ----- | ----- | ------ | ----------------- | -- |
| 88 | Seizième de finale | Dinamo Zagreb     | 1-0   | 1-3   | 0-3    | Sporting Portugal | 89 |
| 90 | Huitième de finale | CSKA Sofia        | 2-2   | 2-2E  | 0-0    | Sporting Portugal | 91 |
| 92 | Quart de finale    | Sporting Portugal | 1-0   | 1-2   | 0-2    | Real Sociedad     | 93 |

## 1983-1984
Coupe UEFA :
|    | Tour                      | Club              | Aller | Total | Retour | Club              |    |
| -- | ------------------------- | ----------------- | ----- | ----- | ------ | ----------------- | -- |
| 94 | Trente-deuxième de finale | FC Séville        | 1-1   | 3-4   | 2-3    | Sporting Portugal | 95 |
| 96 | Seizième de finale        | Sporting Portugal | 2-0   | 2-5   | 0-5    | Celtic Glasgow    | 97 |

## 1984-1985
Coupe UEFA :
|     | Tour                      | Club              | Aller | Total | Retour | Club         |     |
| --- | ------------------------- | ----------------- | ----- | ----- | ------ | ------------ | --- |
| 98  | Trente-deuxième de finale | Sporting Portugal | 2-0   | 4-2   | 2-2    | AJ Auxerre   | 99  |
| 100 | Seizième de finale        | Sporting Portugal | 2-0   | 2-2*  | 0-2    | Dinamo Minsk | 101 |

* Qualification aux T.a.b.

## 1985-1986
Coupe UEFA :
|     | Tour                      | Club              | Aller | Total | Retour | Club                |     |
| --- | ------------------------- | ----------------- | ----- | ----- | ------ | ------------------- | --- |
| 102 | Trente-deuxième de finale | Sporting Portugal | 3-1   | 4-3   | 1-2    | Feyenoord Rotterdam | 103 |
| 104 | Seizième de finale        | KS Dinamo Tirana  | 0-1   | 0-1   | 0-0    | Sporting Portugal   | 105 |
| 106 | Huitième de finale        | Athletic Bilbao   | 2-1   | 2-4   | 0-3    | Sporting Portugal   | 107 |
| 108 | Quart de finale           | Sporting Portugal | 2-1   | 3-4   | 1-3    | FC Cologne          | 109 |

## 1986-1987
Coupe UEFA :
|     | Tour                      | Club         | Aller | Total | Retour | Club              |     |
| --- | ------------------------- | ------------ | ----- | ----- | ------ | ----------------- | --- |
| 110 | Trente-deuxième de finale | ÍA Akranes   | 0-9   | 0-15  | 0-6    | Sporting Portugal | 111 |
| 112 | Seizième de finale        | FC Barcelone | 1-0   | 2E-2  | 1-2    | Sporting Portugal | 113 |

## 1987-1988
Coupe d'Europe des vainqueurs de coupe :
|     | Tour               | Club              | Aller | Total | Retour | Club              |     |
| --- | ------------------ | ----------------- | ----- | ----- | ------ | ----------------- | --- |
| 114 | Seizième de finale | Sporting Portugal | 4-0   | 6-4   | 2-4    | Swarovski Tirol   | 115 |
| 116 | Huitième de finale | Kalmar FF         | 1-0   | 1-5   | 0-5    | Sporting Portugal | 117 |
| 118 | Quart de finale    | Atalanta Bergame  | 2-0   | 3-1   | 1-1    | Sporting Portugal | 119 |

## 1988-1989
Coupe UEFA :
|     | Tour                      | Club              | Aller | Total | Retour | Club           |     |
| --- | ------------------------- | ----------------- | ----- | ----- | ------ | -------------- | --- |
| 120 | Trente-deuxième de finale | Sporting Portugal | 4-2   | 6-3   | 2-1    | Ajax Amsterdam | 121 |
| 122 | Seizième de finale        | Sporting Portugal | 1-2   | 1-2   | 0-0    | Real Sociedad  | 123 |

## 1989-1990
Coupe UEFA :
|     | Tour                      | Club              | Aller | Total | Retour | Club       |     |
| --- | ------------------------- | ----------------- | ----- | ----- | ------ | ---------- | --- |
| 124 | Trente-deuxième de finale | Sporting Portugal | 0-0   | 0-0*  | 0-0    | SSC Naples | 125 |

* Qualification aux T.a.b.

## 1990-1991
Coupe UEFA :
|     | Tour                      | Club              | Aller | Total | Retour | Club                      |     |
| --- | ------------------------- | ----------------- | ----- | ----- | ------ | ------------------------- | --- |
| 126 | Trente-deuxième de finale | Sporting Portugal | 1-0   | 3-2   | 2-2    | FC Malines                | 127 |
| 128 | Seizième de finale        | Sporting Portugal | 7-0   | 7-2   | 0-2    | FCU Politehnica Timişoara | 129 |
| 130 | Huitième de finale        | Vitesse Arnhem    | 0-2   | 1-4   | 1-2    | Sporting Portugal         | 131 |
| 132 | Quart de finale           | Bologne FC        | 1-1   | 1-3   | 0-2    | Sporting Portugal         | 133 |
| 134 | Demi-finale               | Sporting Portugal | 0-0   | 0-2   | 0-2    | Inter Milan               | 135 |

## 1991-1992
Coupe UEFA :
|     | Tour                      | Club              | Aller | Total | Retour | Club            |     |
| --- | ------------------------- | ----------------- | ----- | ----- | ------ | --------------- | --- |
| 136 | Trente-deuxième de finale | Sporting Portugal | 1-0   | 1-2   | 0-2 ap | Dinamo Bucarest | 137 |

## 1992-1993
Coupe UEFA :
|     | Tour                      | Club               | Aller | Total | Retour | Club              |     |
| --- | ------------------------- | ------------------ | ----- | ----- | ------ | ----------------- | --- |
| 138 | Trente-deuxième de finale | Grasshopper Zurich | 1-2   | 4-3   | 3-1 ap | Sporting Portugal | 139 |

## 1993-1994
Coupe UEFA :
|     | Tour                      | Club              | Aller | Total | Retour | Club              |     |
| --- | ------------------------- | ----------------- | ----- | ----- | ------ | ----------------- | --- |
| 140 | Trente-deuxième de finale | Kocaelispor       | 0-0   | 0-2   | 0-2    | Sporting Portugal | 141 |
| 142 | Seizième de finale        | Celtic Glasgow    | 1-0   | 1-2   | 0-2    | Sporting Portugal | 143 |
| 144 | Huitième de finale        | Sporting Portugal | 2-0   | 2-3   | 0-3 ap | Casino Salzbourg  | 145 |

## 1994-1995
Coupe UEFA :
|     | Tour                      | Club        | Aller | Total | Retour | Club              |     |
| --- | ------------------------- | ----------- | ----- | ----- | ------ | ----------------- | --- |
| 146 | Trente-deuxième de finale | Real Madrid | 1-0   | 2E-2  | 1-2    | Sporting Portugal | 147 |

## 1995-1996
Coupe d'Europe des vainqueurs de coupes :
|     | Tour               | Club              | Aller | Total | Retour | Club          |     |
| --- | ------------------ | ----------------- | ----- | ----- | ------ | ------------- | --- |
| 148 | Seizième de finale | Sporting Portugal | 4-0   | 4-0   | 0-0    | Maccabi Haïfa | 149 |
| 150 | Huitième de finale | Sporting Portugal | 2-0   | 2-4   | 0-4 ap | Rapid Vienne  | 151 |

## 1996-1997
Coupe UEFA :
|     | Tour                      | Club            | Aller | Total | Retour | Club              |     |
| --- | ------------------------- | --------------- | ----- | ----- | ------ | ----------------- | --- |
| 152 | Trente-deuxième de finale | Montpellier HSC | 1-1   | 1-2   | 0-1    | Sporting Portugal | 153 |
| 154 | Seizième de finale        | FC Metz         | 2-0   | 3-2   | 1-2    | Sporting Portugal | 155 |

## 1997-1998
Ligue des Champions :
|     | Tour                              | Club              | Aller | Total | Retour | Club              |     |
| --- | --------------------------------- | ----------------- | ----- | ----- | ------ | ----------------- | --- |
| 156 | Tour de qualification             | Beitar Jérusalem  | 0-0   | 0-3   | 0-3    | Sporting Portugal | 157 |
| 158 | Phase de poules, groupe F : J1/J5 | Sporting Portugal | 3-0   |       | 2-3    | AS Monaco         | 162 |
| 159 | Phase de poules, groupe F : J2/J6 | Lierse SK         | 1-1   |       | 1-2    | Sporting Portugal | 163 |
| 160 | Phase de poules, groupe F : J3/J4 | Sporting Portugal | 2-2   |       | 0-1    | Bayer Leverkusen  | 161 |

## 1998-1999
Coupe UEFA :
|     | Tour                      | Club              | Aller | Total | Retour | Club       |     |
| --- | ------------------------- | ----------------- | ----- | ----- | ------ | ---------- | --- |
| 164 | Trente-deuxième de finale | Sporting Portugal | 0-2   | 1-4   | 1-2    | Bologne FC | 165 |

## 1999-2000
Coupe UEFA :
|     | Tour         | Club             | Aller | Total | Retour | Club              |     |
| --- | ------------ | ---------------- | ----- | ----- | ------ | ----------------- | --- |
| 166 | Premier tour | Viking Stavanger | 3-0   | 3-1   | 0-1    | Sporting Portugal | 167 |

## 2000-2001
Ligue des Champions :
|     | Tour                              | Club              | Aller | Total | Retour | Club              |     |
| --- | --------------------------------- | ----------------- | ----- | ----- | ------ | ----------------- | --- |
| 168 | Phase de poules, groupe A : J1/J5 | Sporting Portugal | 2-2   |       | 0-4    | Real Madrid       | 172 |
| 169 | Phase de poules, groupe A : J2/J6 | Bayer Leverkusen  | 3-2   |       | 0-0    | Sporting Portugal | 173 |
| 170 | Phase de poules, groupe A : J3/J4 | Spartak Moscou    | 3-1   |       | 3-0    | Sporting Portugal | 171 |

## 2001-2002
Coupe UEFA :
|     | Tour               | Club           | Aller | Total | Retour | Club              |     |
| --- | ------------------ | -------------- | ----- | ----- | ------ | ----------------- | --- |
| 174 | Premier tour       | FC Midtjylland | 0-3   | 2-6   | 2-3    | Sporting Portugal | 175 |
| 176 | Deuxième tour      | Halmstads BK   | 0-1   | 1-7   | 1-6    | Sporting Portugal | 177 |
| 178 | Seizième de finale | AC Milan       | 2-0   | 3-1   | 1-1    | Sporting Portugal | 179 |

## 2002-2003
Ligue des Champions :
|     | Tour                            | Club              | Aller | Total | Retour | Club        |     |
| --- | ------------------------------- | ----------------- | ----- | ----- | ------ | ----------- | --- |
| 180 | Troisième tour de qualification | Sporting Portugal | 0-0   | 0-2   | 0-2    | Inter Milan | 181 |

Coupe UEFA :
|     | Tour         | Club              | Aller | Total | Retour | Club              |     |
| --- | ------------ | ----------------- | ----- | ----- | ------ | ----------------- | --- |
| 181 | Premier tour | Sporting Portugal | 1-3   | 4-6   | 3-3 ap | Partizan Belgrade | 183 |

## 2003-2004
Coupe UEFA :
|     | Tour          | Club              | Aller | Total | Retour | Club              |     |
| --- | ------------- | ----------------- | ----- | ----- | ------ | ----------------- | --- |
| 184 | Premier tour  | Sporting Portugal | 2-0   | 3-0   | 1-0    | Malmö FF          | 185 |
| 186 | Deuxième tour | Gençlerbirliği    | 1-1   | 4-1   | 3-0    | Sporting Portugal | 187 |

## 2004-2005
Coupe UEFA :
|     | Tour                           | Club              | Aller | Total | Retour | Club                   |     |
| --- | ------------------------------ | ----------------- | ----- | ----- | ------ | ---------------------- | --- |
| 188 | Premier tour                   | Sporting Portugal | 2-0   | 2-0   | 0-0    | Rapid Vienne           | 189 |
| 190 | Phase de poules, groupe D : J2 | Sporting Portugal | 4-1   |       |        | Paniónios              |     |
| 191 | Phase de poules, groupe D : J3 | Dinamo Tbilissi   | 0-4   |       |        | Sporting Portugal      |     |
| 192 | Phase de poules, groupe D : J4 | Sporting Portugal | 0-1   |       |        | FC Sochaux-Montbéliard |     |
| 193 | Phase de poules, groupe D : J5 | Newcastle United  | 1-1   |       |        | Sporting Portugal      |     |
| 194 | Seizième de finale             | Sporting Portugal | 2-1   | 4-2   | 2-1    | Feyenoord Rotterdam    | 195 |
| 196 | Huitième de finale             | Middlesbrough FC  | 2-3   | 2-4   | 0-1    | Sporting Portugal      | 197 |
| 198 | Quart de finale                | Newcastle United  | 1-0   | 2-4   | 1-4    | Sporting Portugal      | 199 |
| 200 | Demi-finale                    | Sporting Portugal | 2-1   | 4E-4  | 2-3    | AZ Alkmaar             | 201 |
| 202 | Finale                         | Sporting Portugal |       | 1-3   |        | CSKA Moscou            |     |

## 2005-2006
Ligue des Champions :
|     | Tour              | Club              | Aller | Total | Retour | Club    |     |
| --- | ----------------- | ----------------- | ----- | ----- | ------ | ------- | --- |
| 203 | Tour préliminaire | Sporting Portugal | 0-1   | 2-4   | 2-3    | Udinese | 204 |

Coupe UEFA :
|     | Tour         | Club         | Aller | Total | Retour | Club              |     |
| --- | ------------ | ------------ | ----- | ----- | ------ | ----------------- | --- |
| 205 | Premier tour | Halmstads BK | 1-2   | 4E-4  | 3-2    | Sporting Portugal | 206 |

## 2006-2007
Ligue des Champions :
|     | Tour                              | Club              | Aller | Total | Retour | Club              |     |
| --- | --------------------------------- | ----------------- | ----- | ----- | ------ | ----------------- | --- |
| 207 | Phase de poules, groupe B : J1/J5 | Sporting Portugal | 1-0   |       | 0-1    | Inter Milan       | 211 |
| 208 | Phase de poules, groupe B : J2/J6 | Spartak Moscou    | 3-2   |       | 3-1    | Sporting Portugal | 212 |
| 209 | Phase de poules, groupe B : J3/J4 | Sporting Portugal | 0-1   |       | 0-0    | Bayern Munich     | 210 |

## 2007-2008
Ligue des Champions :
|     | Tour                              | Club              | Aller | Total | Retour | Club              |     |
| --- | --------------------------------- | ----------------- | ----- | ----- | ------ | ----------------- | --- |
| 213 | Phase de poules, groupe F : J1/J5 | Sporting Portugal | 0-1   |       | 1-2    | Manchester United | 217 |
| 214 | Phase de poules, groupe F : J2/J6 | Dynamo Kiev       | 1-2   |       | 0-3    | Sporting Portugal | 218 |
| 215 | Phase de poules, groupe F : J3/J4 | AS Rome           | 2-1   |       | 2-2    | Sporting Portugal | 216 |

Coupe UEFA :
|     | Tour               | Club              | Aller | Total | Retour | Club              |     |
| --- | ------------------ | ----------------- | ----- | ----- | ------ | ----------------- | --- |
| 219 | Seizième de finale | Sporting Portugal | 1-0   | 3-2   | 2-2    | FC Nuremberg      | 220 |
| 221 | Huitième de finale | Bolton Wanderers  | 1-1   | 1-2   | 0-1    | Sporting Portugal | 222 |
| 223 | Quart de finale    | Glasgow Rangers   | 0-0   | 2-0   | 2-0    | Sporting Portugal | 224 |

## 2008-2009
Ligue des champions :
|     | Tour                              | Club              | Aller | Total | Retour | Club              |     |
| --- | --------------------------------- | ----------------- | ----- | ----- | ------ | ----------------- | --- |
| 225 | Phase de poules, groupe C : J1/J5 | FC Barcelone      | 3-1   |       | 5-2    | Sporting Portugal | 229 |
| 226 | Phase de poules, groupe C : J2/J6 | Sporting Portugal | 2-0   |       | 1-0    | FC Bâle           | 230 |
| 227 | Phase de poules, groupe C : J3/J4 | Chakhtar Donetsk  | 0-1   |       | 0-1    | Sporting Portugal | 228 |
| 231 | Huitième de finale                | Sporting Portugal | 0-5   | 1-12  | 1-7    | Bayern Munich     | 232 |

## 2009-2010
Ligue des champions :
|     | Tour                            | Club              | Aller | Total | Retour | Club          |     |
| --- | ------------------------------- | ----------------- | ----- | ----- | ------ | ------------- | --- |
| 233 | Troisième tour de qualification | Sporting Portugal | 0-0   | 1E-1  | 1-1    | FC Twente     | 234 |
| 235 | Barrages                        | Sporting Portugal | 2-2   | 3-3E  | 1-1    | AC Fiorentina | 236 |

Ligue Europa :
|     | Tour                              | Club               | Aller | Total | Retour | Club              |     |
| --- | --------------------------------- | ------------------ | ----- | ----- | ------ | ----------------- | --- |
| 237 | Phase de poules, groupe D : J1/J5 | SC Heerenveen      | 2-3   |       | 1-1    | Sporting Portugal | 241 |
| 238 | Phase de poules, groupe D : J2/J6 | Sporting Portugal  | 1-0   |       | 0-1    | Hertha Berlin     | 242 |
| 239 | Phase de poules, groupe D : J3/J4 | FK Ventspils       | 1-2   |       | 1-1    | Sporting Portugal | 240 |
| 243 | Seizième de finale                | Everton FC         | 2-1   | 2-4   | 0-3    | Sporting Portugal | 244 |
| 245 | Huitième de finale                | Atlético de Madrid | 0-0   | 2E-2  | 2-2    | Sporting Portugal | 246 |

## 2010-2011
Ligue Europa :
|     | Tour                              | Club              | Aller | Total | Retour | Club              |     |
| --- | --------------------------------- | ----------------- | ----- | ----- | ------ | ----------------- | --- |
| 247 | Troisième tour de qualification   | FC Nordsjælland   | 0-1   | 1-3   | 1-2    | Sporting Portugal | 248 |
| 249 | Barrages                          | Sporting Portugal | 0-2   | 3-2   | 3-0    | Brøndby IF        | 250 |
| 251 | Phase de poules, groupe C : J1/J5 | LOSC Lille        | 1-2   |       | 0-1    | Sporting Portugal | 255 |
| 252 | Phase de poules, groupe C : J2/J6 | Sporting Portugal | 5-0   |       | 0-1    | Levski Sofia      | 256 |
| 253 | Phase de poules, groupe C : J3/J4 | Sporting Portugal | 5-1   |       | 1-3    | KAA La Gantoise   | 254 |
| 257 | Seizième de finale                | Glasgow Rangers   | 1-1   | 3-3   | 2-2    | Sporting Portugal | 258 |

## 2011-2012
Ligue Europa :
|     | Tour                              | Club              | Aller | Total | Retour | Club              |     |
| --- | --------------------------------- | ----------------- | ----- | ----- | ------ | ----------------- | --- |
| 259 | Barrages                          | FC Nordsjælland   | 0-0   | 1-2   | 1-2    | Sporting Portugal | 260 |
| 261 | Phase de poules, groupe D : J1/J5 | FC Zürich         | 0-2   |       | 0-2    | Sporting Portugal | 265 |
| 262 | Phase de poules, groupe D : J2/J6 | Sporting Portugal | 2-1   |       | 0-2    | Lazio Rome        | 266 |
| 263 | Phase de poules, groupe D : J3/J4 | Sporting Portugal | 2-0   |       | 0-1    | FC Vaslui         | 264 |
| 267 | Seizième de finale                | Legia Varsovie    | 2-2   | 2-3   | 0-1    | Sporting Portugal | 268 |
| 269 | Huitième de finale                | Sporting Portugal | 1-0   | 3-3   | 2-3    | Manchester City   | 270 |
| 271 | Quart de finale                   | Sporting Portugal | 2-1   | 3-2   | 1-1    | Metalist Kharkiv  | 272 |
| 273 | Demi-finale                       | Sporting Portugal | 2-1   | 3-4   | 1-3    | Athletic Bilbao   | 274 |

## 2012-2013
Ligue Europa :
|     | Tour                              | Club              | Aller | Total | Retour | Club              |     |
| --- | --------------------------------- | ----------------- | ----- | ----- | ------ | ----------------- | --- |
| 275 | Barrages                          | AC Horsens        | 1-1   | 1-6   | 0-5    | Sporting Portugal | 276 |
| 277 | Phase de poules, groupe G : J1/J5 | Sporting Portugal | 0-0   |       | 0-3    | FC Bâle           | 281 |
| 278 | Phase de poules, groupe G : J2/J6 | Videoton          | 3-0   |       | 1-2    | Sporting Portugal | 282 |
| 279 | Phase de poules, groupe G : J3/J4 | KRC Genk          | 2-1   |       | 1-1    | Sporting Portugal | 280 |

## 2014-2015
Ligue des champions :
|     | Tour                              | Club              | Aller | Total | Retour | Club              |     |
| --- | --------------------------------- | ----------------- | ----- | ----- | ------ | ----------------- | --- |
| 283 | Phase de poules, groupe G : J1/J5 | NK Maribor        | 1-1   |       | 1-3    | Sporting Portugal | 287 |
| 284 | Phase de poules, groupe G : J2/J6 | Sporting Portugal | 0-1   |       | 1-3    | Chelsea FC        | 288 |
| 285 | Phase de poules, groupe G : J3/J4 | Schalke 04        | 4-3   |       | 2-4    | Sporting Portugal | 286 |

Ligue Europa :
|     | Tour               | Club          | Aller | Total | Retour | Club              |     |
| --- | ------------------ | ------------- | ----- | ----- | ------ | ----------------- | --- |
| 289 | Seizième de finale | VfL Wolfsburg | 2-0   | 2-0   | 0-0    | Sporting Portugal | 290 |

## 2015-2016
Ligue des champions :
|     | Tour     | Club              | Aller | Total | Retour | Club        |     |
| --- | -------- | ----------------- | ----- | ----- | ------ | ----------- | --- |
| 291 | Barrages | Sporting Portugal | 2-1   | 3-4   | 1-3    | CSKA Moscou | 292 |

Ligue Europa :
|     | Tour                              | Club              | Aller | Total | Retour | Club              |     |
| --- | --------------------------------- | ----------------- | ----- | ----- | ------ | ----------------- | --- |
| 293 | Phase de poules, groupe H : J1/J5 | Sporting Portugal | 1-3   |       | 4-2    | Lokomotiv Moscou  | 297 |
| 294 | Phase de poules, groupe H : J2/J6 | Beşiktaş          | 1-1   |       | 1-3    | Sporting Portugal | 298 |
| 295 | Phase de poules, groupe H : J3/J4 | Sporting Portugal | 5-1   |       | 0-3    | Skënderbeu Korçë  | 296 |
| 299 | Seizième de finale                | Sporting Portugal | 0-1   | 1-4   | 1-3    | Bayer Leverkusen  | 300 |

## 2016-2017
Ligue des champions :
|     | Tour                              | Club              | Aller | Total | Retour | Club              |     |
| --- | --------------------------------- | ----------------- | ----- | ----- | ------ | ----------------- | --- |
| 301 | Phase de poules, groupe F : J1/J5 | Real Madrid       | 2-1   |       | 2-1    | Sporting Portugal | 305 |
| 302 | Phase de poules, groupe F : J2/J6 | Sporting Portugal | 2-0   |       | 0-1    | Legia Varsovie    | 306 |
| 303 | Phase de poules, groupe F : J3/J4 | Sporting Portugal | 1-2   |       | 0-1    | Borussia Dortmund | 304 |

## 2017-2018
Ligue des champions :
|     | Tour                              | Club              | Aller | Total | Retour | Club              |     |
| --- | --------------------------------- | ----------------- | ----- | ----- | ------ | ----------------- | --- |
| 307 | Barrages                          | Sporting Portugal | 0-0   | 5-1   | 5-1    | Steaua Bucarest   | 308 |
| 309 | Phase de poules, groupe D : J1/J5 | Olympiacos        | 2-3   |       | 1-3    | Sporting Portugal | 313 |
| 310 | Phase de poules, groupe D : J2/J6 | Sporting Portugal | 0-1   |       | 0-2    | FC Barcelone      | 314 |
| 311 | Phase de poules, groupe D : J3/J4 | Juventus FC       | 2-1   |       | 1-1    | Sporting Portugal | 312 |

Ligue Europa :
|     | Tour               | Club               | Aller | Total | Retour | Club              |     |
| --- | ------------------ | ------------------ | ----- | ----- | ------ | ----------------- | --- |
| 315 | Seizième de finale | FK Astana          | 1-3   | 4-6   | 3-3    | Sporting Portugal | 316 |
| 317 | Huitième de finale | Sporting Portugal  | 2-0   | 3-2   | 1-2 ap | Viktoria Plzeň    | 318 |
| 319 | Quart de finale    | Atlético de Madrid | 2-0   | 2-1   | 0-1    | Sporting Portugal | 320 |

## 2018-2019
Ligue Europa :
|     | Tour                              | Club              | Aller | Total | Retour | Club              |     |
| --- | --------------------------------- | ----------------- | ----- | ----- | ------ | ----------------- | --- |
| 321 | Phase de poules, groupe E : J1/J5 | Sporting Portugal | 2-0   |       | 6-1    | Qarabağ FK        | 325 |
| 322 | Phase de poules, groupe E : J2/J6 | Vorskla Poltava   | 1-2   |       | 0-3    | Sporting Portugal | 326 |
| 323 | Phase de poules, groupe E : J3/J4 | Sporting Portugal | 0-1   |       | 0-0    | Arsenal FC        |     |
| 327 | Seizième de finale                | Sporting Portugal | 0-1   | 1-2   | 1-1    | Villareal CF      | 328 |

## 2019-2020
Ligue Europa :
|     | Tour                              | Club              | Aller | Total | Retour | Club                |     |
| --- | --------------------------------- | ----------------- | ----- | ----- | ------ | ------------------- | --- |
| 329 | Phase de poules, groupe D : J1/J5 | PSV Eindhoven     | 3-2   |       | 0-4    | Sporting Portugal   | 333 |
| 330 | Phase de poules, groupe D : J2/J6 | Sporting Portugal | 2-1   |       | 0-3    | LASK                | 334 |
| 331 | Phase de poules, groupe D : J3/J4 | Sporting Portugal | 1-0   |       | 2-0    | Rosenborg BK        | 332 |
| 335 | Seizième de finale                | Sporting Portugal | 3-1   | 4-5   | 1-4 ap | İstanbul Başakşehir | 336 |

## 2020-2021
Ligue Europa :
|     | Tour                            | Club              | Aller | Total | Retour | Club        |  |
| --- | ------------------------------- | ----------------- | ----- | ----- | ------ | ----------- |  |
| 337 | Troisième tour de qualification | Sporting Portugal |       | 1-0   |        | Aberdeen FC |  |
| 338 | Barrages                        | Sporting Portugal |       | 1-4   |        | LASK        |  |

## 2021-2022
Ligue des champions :
|     | Tour                              | Club              | Aller | Total | Retour | Club              |     |
| --- | --------------------------------- | ----------------- | ----- | ----- | ------ | ----------------- | --- |
| 339 | Phase de poules, groupe C : J1/J6 | Sporting Portugal | 1-5   |       | 2-4    | Ajax Amsterdam    | 344 |
| 340 | Phase de poules, groupe C : J2/J5 | Borussia Dortmund | 1-0   |       | 1-3    | Sporting Portugal | 343 |
| 341 | Phase de poules, groupe C : J3/J4 | Beşiktaş JK       | 1-4   |       | 0-4    | Sporting Portugal | 342 |
| 345 | Huitième de finale                | Sporting Portugal | 0-5   | 0-5   | 0-0    | Manchester City   | 346 |

## 2022-2023
Ligue des champions :
|     | Tour                              | Club                   | Aller | Total | Retour | Club              |     |
| --- | --------------------------------- | ---------------------- | ----- | ----- | ------ | ----------------- | --- |
| 347 | Phase de poules, groupe D : J1/J6 | Eintracht Francfort    | 0-3   |       | 2-1    | Sporting Portugal | 352 |
| 348 | Phase de poules, groupe D : J2/J5 | Sporting Portugal      | 2-0   |       | 1-1    | Tottenham Hotspur | 351 |
| 349 | Phase de poules, groupe D : J3/J4 | Olympique de Marseille | 4-1   |       | 2-0    | Sporting Portugal | 350 |

Ligue Europa :
|     | Tour                          | Club              | Aller | Total             | Retour | Club              |     |
| --- | ----------------------------- | ----------------- | ----- | ----------------- | ------ | ----------------- | --- |
| 353 | Barrage à élimination directe | Sporting Portugal | 1-1   | 5-1               | 4-0    | FC Midjtjylland   | 354 |
| 324 | Huitième de finale            | Sporting Portugal | 2-2   | 3 - 3 (5 - 3 tab) | 1-1 ap | Arsenal FC        | 324 |
| 311 | Quart de finale               | Juventus FC       | 1-0   | 2-1               | 1-1    | Sporting Portugal | 311 |

## Bilan
Mise à jour le 21/02/2019 (dernier match: Sporting CP CF 1-1 Juventus FC - 20/04/2023).
- 309 matchs en Coupes d'Europe (C1, C2, C3) (en comptant les matchs de qualifications).

| Coupe                                  | Matchs Joués | Victoires | Nuls | Défaites | Buts marqués | Buts encaissés |
| Ligue des champions                    | 106          | 31        | 22   | 53       | 140          | 178            |
| Coupe d'Europe des vainqueurs de Coupe | 40           | 18        | 9    | 13       | 82           | 49             |
| Coupe UEFA/Ligue Europa                | 191          | 90        | 44   | 57       | 303          | 211            |
| Coupe des villes de foires             | 19           | 8         | 5    | 6        | 34           | 25             |
| TOTAL                                  | 356          | 147       | 80   | 129      | 559          | 463            |

### Adversaires européens
- KS Dinamo Tirana
- Skënderbeu Korçë
- 1.FC Magdebourg
- 1.FC Nuremberg
- Bayer Leverkusen
- Bayern Munich
- Borussia Dortmund
- Eintracht Francfort
- Carl Zeiss Jena
- FC Cologne
- FC Kaiserslautern
- Hertha Berlin
- Schalke 04
- VfL Wolfsburg
- Arsenal FC
- Bolton Wanderers
- Chelsea
- Everton FC
- Manchester City
- Manchester United
- Middlesbrough FC
- Newcastle United
- Southampton FC
- Sunderland AFC
- Tottenham Hotspur
- FC Swarovski Tirol
- LASK
- Austria Salzbourg
- Rapid Vienne
- Qarabağ FK
- Club Bruges
- FC Malines
- KRC Genk
- KAA La Gantoise
- Lierse SK
- Standard de Liège
- Dinamo Minsk
- CSKA Sofia
- Levski Sofia
- APOEL Nicosie
- Dinamo Zagreb
- AC Horsens
- Brøndby IF
- FC Midtjylland
- FC Nordsjælland
- Aberdeen FC
- Celtic Glasgow
- Dundee FC
- Glasgow Rangers
- Hibernian FC
- Athletic Bilbao
- Atlético de Madrid
- Espanyol Barcelone
- FC Barcelone
- Real Madrid
- Real Sociedad
- Séville FC
- Valence CF
- Villareal CF
- AJ Auxerre
- AS Monaco
- AS Saint-Étienne
- FC Metz
- FC Sochaux-Montbéliard
- Girondins de Bordeaux
- LOSC Lille
- Olympique lyonnais
- Olympique de Marseille
- Montpellier HSC
- SC Bastia
- Dinamo Tbilissi
- Olympiacos
- Paniónios
- Budapest Honvéd
- MTK Budapest
- Vasas SC
- Videoton FC
- Bohemian FC
- Shelbourne FC
- ÍA Akranes
- Beitar Jérusalem
- Maccabi Haïfa
- AC Fiorentina
- AC Milan
- AS Rome
- Atalanta Bergame
- Bologne FC
- Inter Milan
- Juventus
- Lazio
- SSC Naples
- Udinese
- FK Astana
- FK Ventspils
- Red Boys Differdange
- Floriana FC
- Sliema Wanderers
- Lyn Oslo
- Viking Stavanger
- Rosenborg BK
- Ajax Amsterdam
- AZ Alkmaar
- PSV Eindhoven
- FC Twente
- Feyenoord Rotterdam
- Herenveen
- DOS Utrecht
- Vitesse Arnhem
- Cardiff City
- Legia Varsovie
- Dinamo Bucarest
- FCU Politehnica Timişoara
- FC Vaslui
- Steaua Bucarest
- CSKA Moscou
- Lokomotiv Moscou
- Spartak Moscou
- NK Maribor
- Partizan Belgrade
- Halmstads BK
- Kalmar FF
- Malmö FF
- FC Bâle
- FC Zürich
- Grasshopper Zurich
- Neuchâtel Xamax
- Baník Ostrava
- Viktoria Plzeň
- Beşiktaş
- Gençlerbirliği
- İstanbul Başakşehir
- Kocaelispor
- Chakhtar Donetsk
- Dynamo Kiev
- Metalist Kharkiv
- Vorskla Poltava

## Coefficient UEFA
Voici la position du Sporting au Coefficient UEFA. Classement pour la saison 2022-2023.
| Rank | Team            | Points  |
| ---- | --------------- | ------- |
| 1    | Manchester City | 145.000 |
| 33   | Sporting CP     | 52.500  |